# ۷۴۵ (میلادی)
۷۴۵ (میلادی) هفتصد و چهل و پنجمین سال تقویم میلادی است.
‎